# Borromäussystrarna

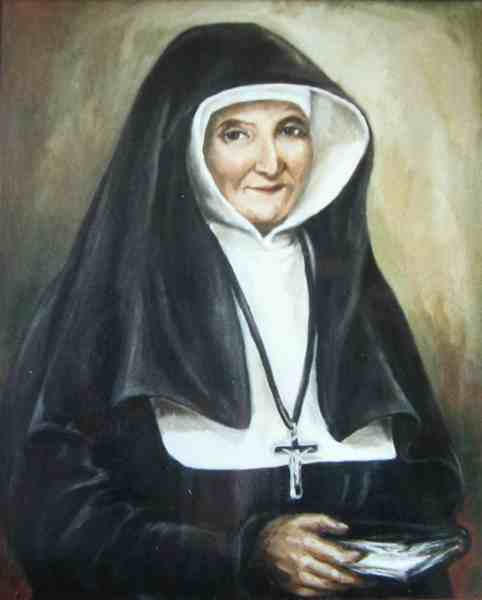
Elisabeth Gruyters, nederländsk borromäussyster och grundare till en av de fristående kongregationerna.

Borromäussystrarna' är samlingsnamn för ett flertal katolska, kvinnliga ordenskongregationer med gemensamt ursprung.
Organisationens ursprung var en grupp kvinnor som 1626 samlades för att sköta om de sjuka i ett sjukhus i den franska staden Nancy. Erkänd som kongregation blev den 1652. Systrarna placerade sig under ärkebiskop Carlo Borromeos beskydd, härav namnet. Vid 1700-talets mitt hade kongregationen flera sjukhus, och började snart även med att undervisa barn i kristendom. Arbetet fortsatte även under franska revolutionen, fast systrarna då var skingrade och inte kunde bära sin ordendräkt. Dräkten återtog de 22 juli 1804, efter att ha fått Napoleons godkännande.

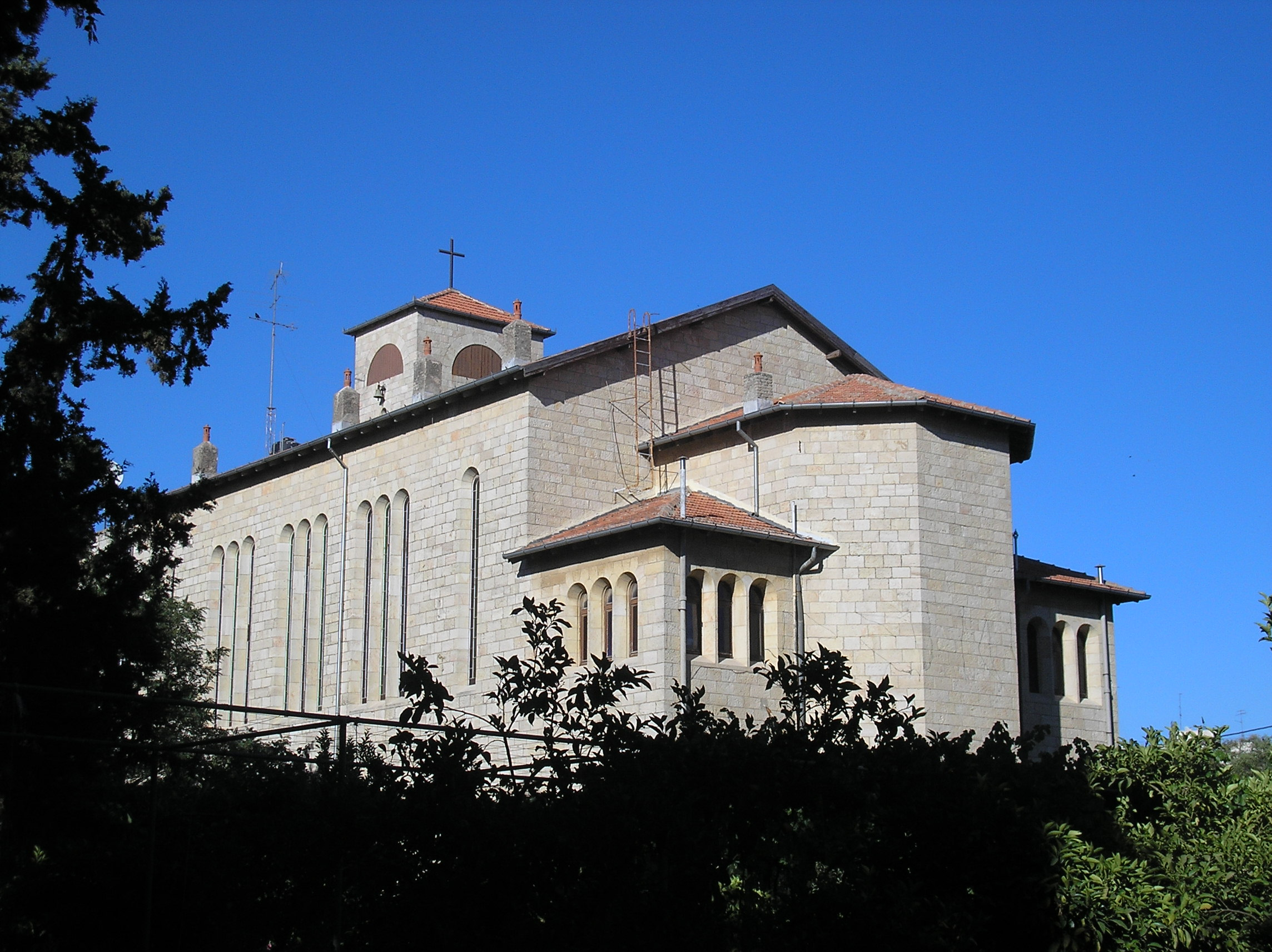
Borromäussystrarnas konvent i Jerusalem.

Ordensregeln baseras på Augustinus regel och fick påvligt godkännande 1859. Vid 1900-talets början arbetade borromäussystrar i alla slags barmhärtighetsarbeten, såsom skolor och fattighus. Systrarna skötte även om sjuka i deras egna hem. I denna verksamhet har man även haft ett slags leksystrar, som inte avlade eviga löften utan för ett år i taget. Under 1800-talet uppstod flera, från varandra fristående grenar av borromäussystrar.
Två av medgrundarna till elisabethsystrarna, Franziska Werner och Maria Merkert, lämnade en tid sitt projekt för att inträda som noviser i borromäussystrarna men återgick senare till att återskapa elisabethsystrarnas verksamhet.